# Lokomotiva 708
Lokomotiva řady 708 je česká dvounápravová dieselelektrická lokomotiva určená pro staniční posun a lehkou traťovou službu v osobní i nákladní dopravě. Vychází z dříve vyrobených strojů řad 704, 709 a 714.

## Popis
Lokomotiva řady 708 je dvounápravová se středovým vyvýšeným stanovištěm strojvedoucího. Její kabina je shodná s řadou 714, podobně jako další komponenty, které byly z této řady převzaty. Spalovací motor Liaz pohání trakční alternátor, jenž vyrábí elektrický proud sloužící k pohonu dvou trakčních elektromotorů, jež jsou umístěny u každé nápravy. Lokomotiva je vybavena elektrodynamickou brzdou, umožňující trvalé spádové brzdění (při jízdě např. na dlouhém klesání). Konstrukčně tato řada vychází z dříve vyrobené řady 709, oproti které je ale vylehčena (kvůli požadavku na nápravovou hmotnost 17 t a tím pádem možnost služby na místních drahách), je vybavena tuzemským motorem Liaz o nižším výkonu a maximální rychlost je zvýšena na 80 km/h. Také byly dosazeny zásuvky pro možnost napájení a ovládání dveří osobních vozů. Tyto úpravy sice snížily tažnou sílu, zato umožnily využití lokomotiv na širokém spektru výkonů, podle zadání objednavatele.

## Provoz
Řada 708 byla v počátcích provozu nasazována na osobní vlaky – první zkoušky se odehrály v roce 1995 na trati Tábor–Ražice se soupravou vozů řady Baafx, resp. Btax. S takovou soupravou dokázala nahradit i čtyřnápravovou lokomotivu při příslušné úspoře nafty. Druhý prototyp mezitím podstupoval zkoušky jinde. O dva roky později byla vyrobena desetikusová série, jenž byla dodána do DKV České Budějovice. Na pracovištích Volary a Blatná byly nasazeny kromě osobní dopravy i na lehké nákladní vlaky, kde vystřídaly velké lokomotivy řad 735 nebo 751. V roce 2000 ČD odkoupily i třináctou lokomotivu a jediným strojem této řady mimo ně se tak stala poslední lokomotiva 708.014 (nově 708.501), dodaná na vlečku firmy ČEPRO ve Střelicích. Po vzniku nákladní divize ČD Cargo koncem roku 2007 všechny lokomotivy přešly do jejího vlastnictví, na osobních vlacích se tak s nimi již nesetkáme. Z jihu Čech byly poté některé lokomotivy předisponovány jinam, dva kusy získalo SOKV Ústí nad Labem a pod působností českobudějovického SOKV slouží také na Plzeňsku. Většina strojů je používána na dopravu krátkých vlaků, svážejících zátěž z jednotlivých železničních stanic, nebo jsou používány k posunu. Výjimečně se uplatní i v postrkové službě, kde jsou ale spíše preferovány větší stroje typu 742. Specialitou jihočeských manipulačních vlaků jsou tzv. dvouzdrojové vlaky, vedené současně elektrickou (řady 210) a motorovou lokomotivou (řady 708 nebo 709), přičemž elektrický stroj vlak dopravuje mezi stanicemi a dieselová lokomotiva zajišťuje posun a obsluhu i nezatrolejovaných staničních kolejí, kam elektrická lokomotiva nemůže.